# Jelenin (przystanek kolejowy)
Jelenin – nieczynny przystanek kolejowy w Jeleninie w województwie zachodniopomorskim, w Polsce.